# Campsie (Alberta)
Pour les articles homonymes, voir Campsie.
Campsie est un hameau (hamlet) du Comté de Barrhead No 11, situé dans la province canadienne d'Alberta.